# Tadeusz Sendzimir
Tadeusz Sendzimir (polnisch Tadeusz Sędzimir, * 15. Juli 1894 in Lemberg, Österreich-Ungarn; † 1. September 1989 in Jupiter (Florida)) war ein polnischer Ingenieur und Erfinder mit 120 Patenten in  den Bereichen Bergbau und Metallurgie.
Seine Haupt-Erfindungen sind das Sendzimir-Gerüst für Walzwerke, mit dem besonders hochwertige und dünne Flachprodukte gewalzt werden können sowie das Sendzimir-Verfahren zur kontinuierlichen Bandverzinkung.